# ایهود شاپیرو
ایهود شاپیرو (عبری: אהוד שפירא‎؛ زادهٔ ۱۹۵۵) دانشمند در زمینه علوم رایانه اهل اسرائیل است.